# 圣于萨日
圣于萨日（法語：Saint-Usage，法語發音：[sɛ̃.t‿yzaʒ]）是法国科多尔省的一个市镇，位于该省东部偏南，属于博讷区。圣让德洛讷站位于境内。

## 地理
圣于萨日（47°6'33"N, 5°15'42"E）面积9.36 平方千米，位于法国勃艮第-弗朗什-孔泰大區科多尔省，该省份为法国中东部省份，北起奥布省，西接涅夫勒省和约讷省，南至索恩-卢瓦尔省，东南接汝拉省，东临上索恩省，东北部与上马恩省接壤。
与圣于萨日接壤的市镇（或旧市镇、城区）包括：埃什农、帕尼堡、埃巴尔、布拉泽昂普莱讷、洛讷、蒙托、圣让德洛讷、索恩河畔圣桑福里安、特鲁昂。

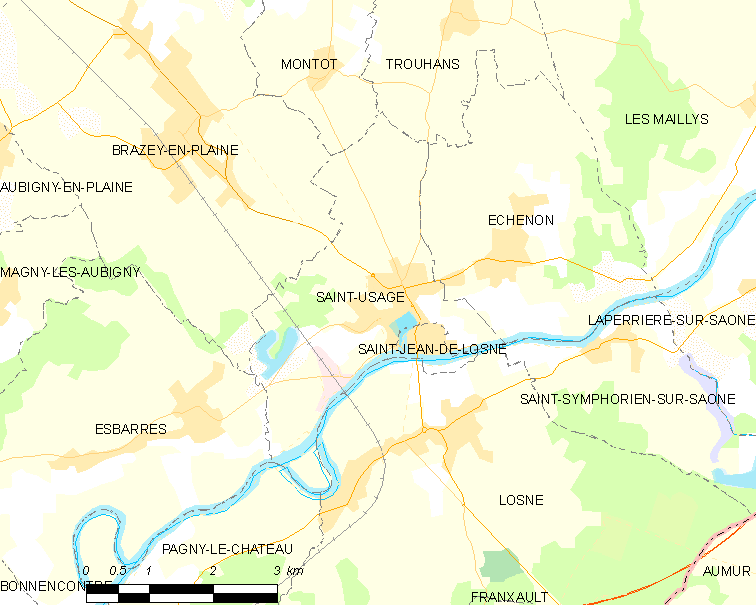
圣于萨日的OSM定位图

圣于萨日的时区为UTC+01:00、UTC+02:00（夏令时）。

## 行政
圣于萨日的邮政编码为21170，INSEE市镇编码为21577。

## 政治
圣于萨日所属的省级选区为布拉泽昂普莱讷县。

## 人口

1962-2008年间圣于萨日人口变化图示

圣于萨日于2022年1月1日时的人口数量为1330人。